# Drosera chrysolepis
Drosera chrysolepis är en sileshårsväxtart som beskrevs av Paul Hermann Wilhelm Taubert. Drosera chrysolepis ingår i släktet sileshår, och familjen sileshårsväxter.
Artens utbredningsområde är:
- Brazilia Distrito Federal.
- Goiás (Brasilien).
- Mato Grosso do Sul (Brasilien).
- Mato Grosso (Brasilien).
- Alagoas (Brasilien).
- Bahia (Brasilien).
- Fernando de Noronha (Brasilien).
- Maranhao (Brasilien).
- Pernambuco (Brasilien).
- Rio Grande do Norte (Brasilien).
- Sergipe (Brasilien).
- Espirito Santo (Brasilien).
- Minas Gerais (Brasilien).
- Rio de Janeiro (Brasilien).
- São Paulo (Brasilien).
- Trindade (Brasilien).
- Acre (Brasilien).
- Amazonas (Brasilien).
- Amapá (Brasilien).
- Pará (Brasilien).
- Roraima (Brasilien).
- Rondônia (Brasilien).
- Tocantins (Brasilien).
- Paraná (Brasilien).
- Rio Grande do Sul (Brasilien).
- Santa Catarina (Brasilien).

Inga underarter finns listade i Catalogue of Life.

## Bildgalleri

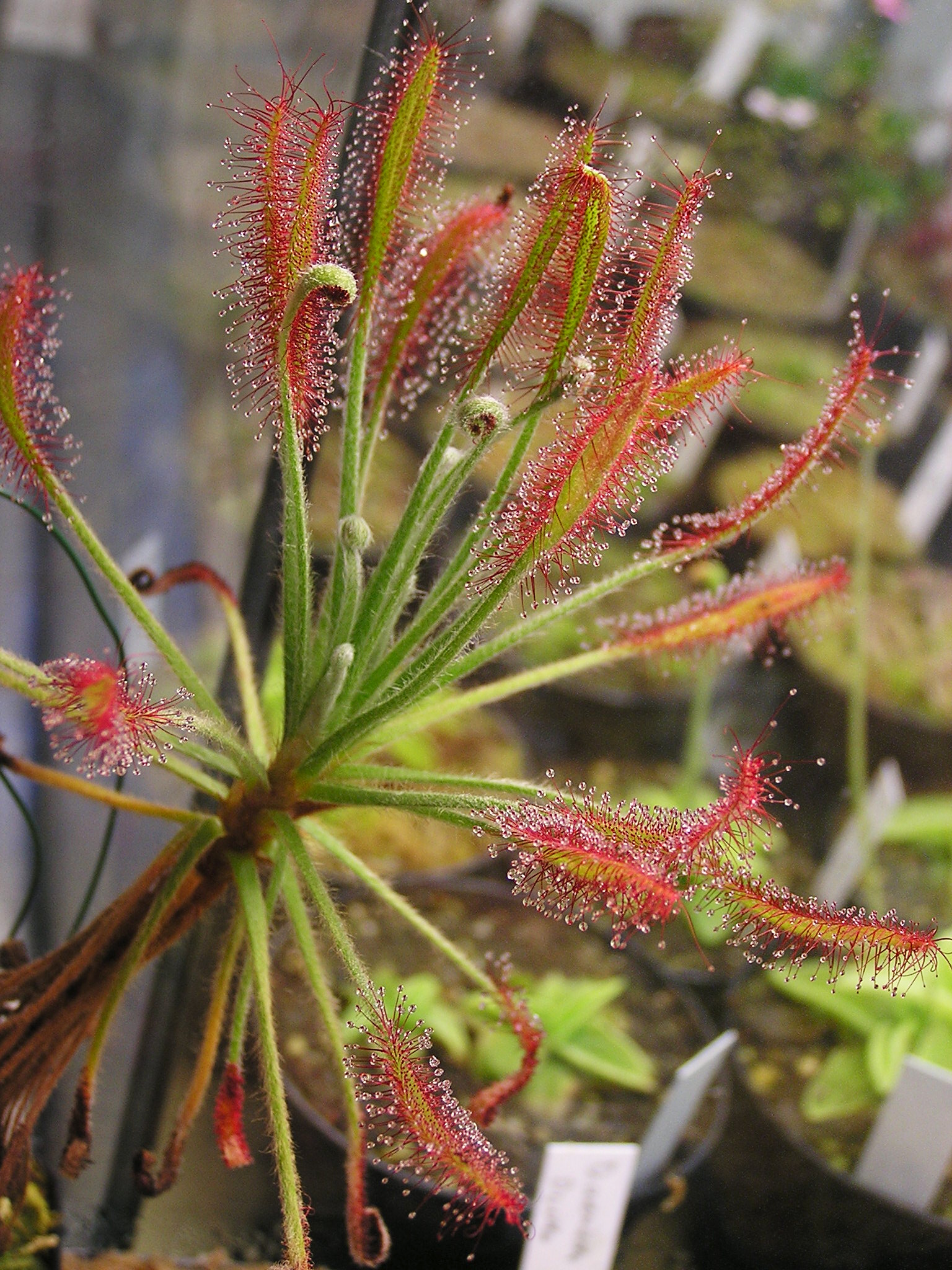
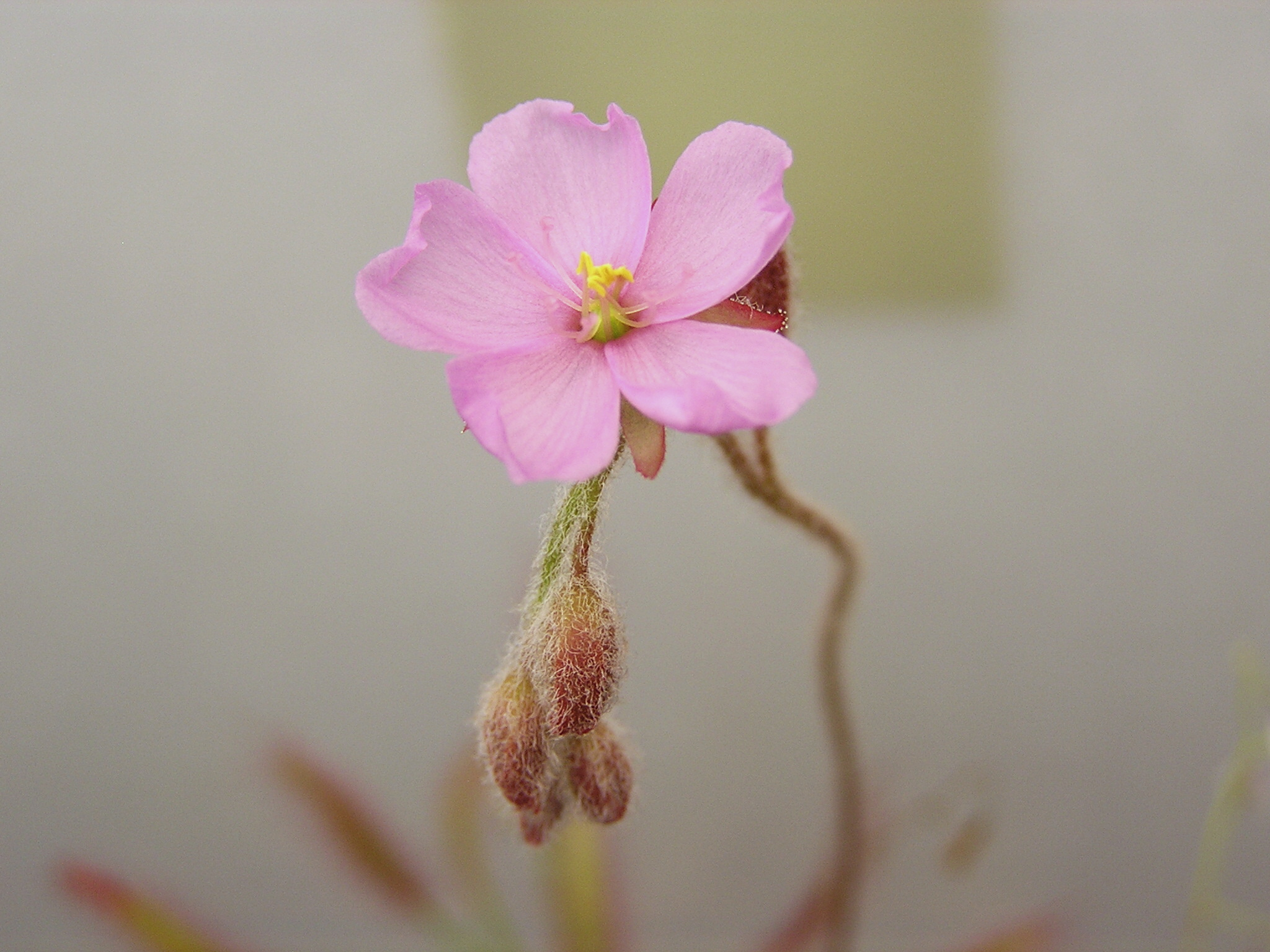